# Platytrigona lamingtonia
Platytrigona lamingtonia är en biart som först beskrevs av Cockerell 1929.  Platytrigona lamingtonia ingår i släktet Platytrigona och familjen långtungebin. Inga underarter finns listade i Catalogue of Life.